# Simplicia murinalis
Simplicia murinalis là một loài bướm đêm trong họ Noctuidae.